# Liste der Monuments historiques in Auzainvilliers
Die Liste der Monuments historiques in Auzainvilliers führt die Monuments historiques in der französischen Gemeinde Auzainvilliers auf.

## Liste der Objekte
| Bezeichnung              | Beschreibung                                     | Standort                       | Kennzeichnung | Schutzstatus | Datum | Bild |
| ------------------------ | ------------------------------------------------ | ------------------------------ | ------------- | ------------ | ----- | ---- |
| Skulptur Heiliger Rochus | Stein, farbig gefasst, Ende des 16. Jahrhunderts | in der Kirche St-Pierre (Lage) | PM88000034    | Classé       | 1965  |      |